# Johnson-Syndrom
Das Johnson-Syndrom ist eine sehr seltene  angeborene, zu den Syndromalen X-chromosomalen mentalen Retardierungen zählende Erkrankung mit den Hauptmerkmalen Geistige Behinderung, Makrozephalie und vergrößerte Hoden (Makroorchidie).
Synonyme sind: Geistige Retardierung, X-chromosomale - Macrozephalie - Makroorchidie
Die Bezeichnung bezieht sich auf den Erstautoren der Erstbeschreibung aus dem Jahre 1998 durch den US-amerikanischen Humangenetiker John P. Johnson und Mitarbeiter.
Das Syndrom ist nicht zu verwechseln mit dem Stevens-Johnson-Syndrom, einer Hauterkrankung.

## Verbreitung und Ursache
Die Häufigkeit wird mit unter 1 zu 1.000.000 angegeben, bislang wurden 12 Betroffene in einer Familie bei 12 Angehörigen über zwei Generationen beschrieben. Die Vererbung erfolgt X-chromosomal-rezessiv. Das ursächliche Gen wurde in die Chromosomenregion Xq12-q21 kartiert.

## Klinische Erscheinungen
Klinische Kriterien sind:
- Geistige Behinderung in beiden Geschlechtern
- Makrozephalie
- bei den meisten männlichen Patienten Makroorchie

Makroorchie und Makrozephalie ohne Intelligenzminderung ist gleichfalls möglich.